# Sanaa-manuscript

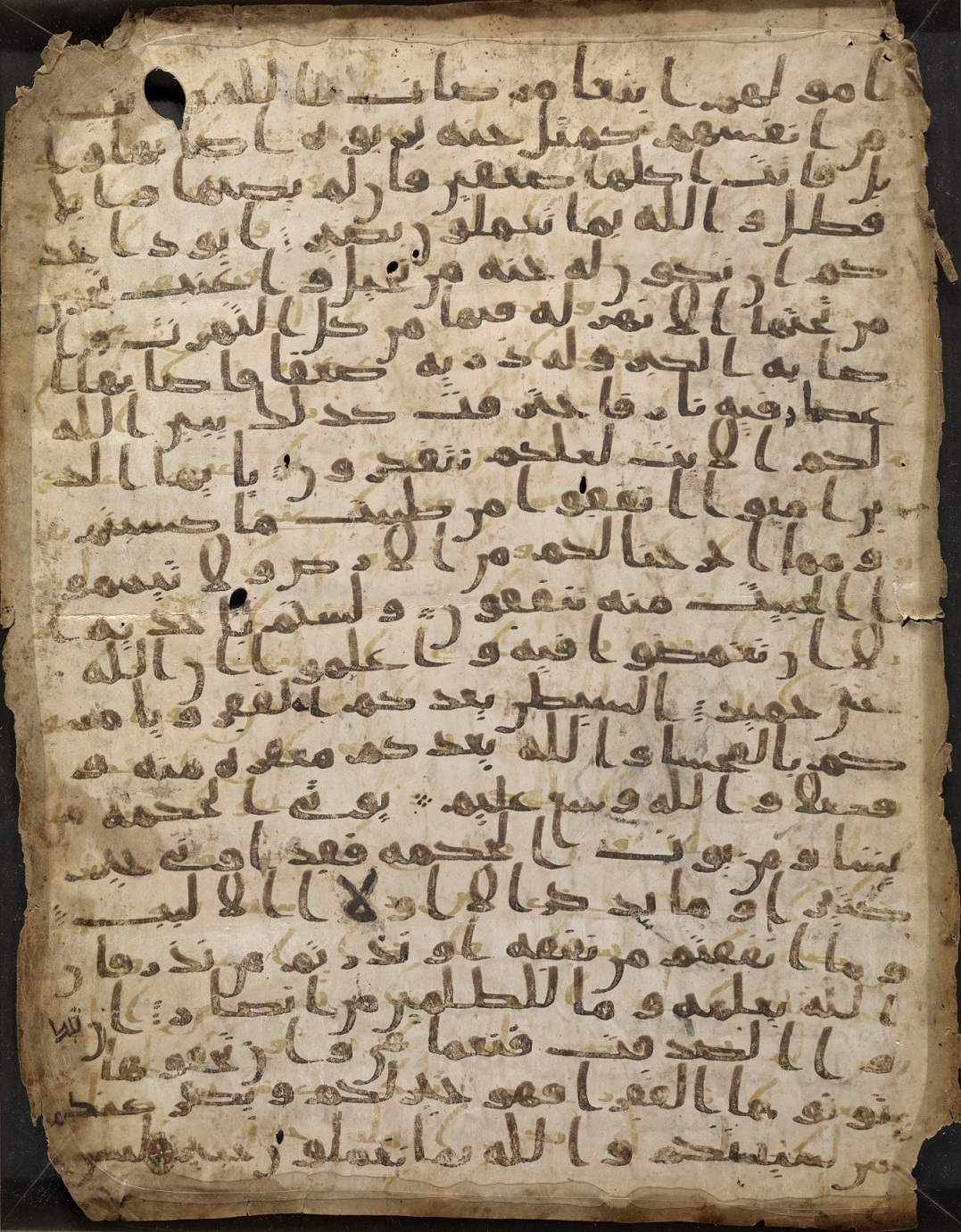
Een van de folio's. Deze laat Soera 2 (De Koe) verzen 265–271 zien.

De Sanaa palimpsest (ook bekend als Ṣanʽā’ 1 of DAM 01-27.1) of Sanaa Koran is een van de oudste bestaande manuscripten van de Koran. De palimpsest is deel van een verzameling Koran- en niet-Koranfragmenten die zijn gevonden in Jemen tijdens de restauratie van de Grote moskee van Sanaa in 1972. Het manuscript werd in 1981 herkend als een palimpsest van de Koran omdat het geschreven is op perkament en er twee lagen tekst zijn.
- De bovenste tekst is grotendeels zoals de standaard 'Oethmaanse Koran'[2] en heeft de standaardvolgorde van soera's.
- De onderste tekst is uitgewist en daarna is de bovenste tekst eroverheen geschreven. De onderste tekst kan nog worden gelezen met behulp van ultraviolet licht en met computerverwerking. De volgorde van de soera's komt niet overeen met de volgorde van een andere Koran.

Een gedeeltelijke reconstructie van de onderste tekst werd gepubliceerd in 2012 en een reconstructie van de leesbare gedeeltes van zowel de bovenste als de onderste tekst van de 38 folio's in het Sana'a House of Manuscripts werd gepubliceerd in 2017, waarbij gebruik werd gemaakt van nabewerkte digitale afbeeldingen van de onderste tekst. Met behulp van koolstofdatering werd met een zekerheidsgraad van 95% geschat dat het perkament afkomstig is van de periode tussen 578 en 669 na Christus.

## Ontdekking
In 1972 stuitten bouwvakkers tijdens het renoveren van een muur op de zolder van de Grote moskee van Sanaa in Jemen op een groot aantal oude manuscripten en perkamenten. Vele hiervan verkeerden in slechte staat. De bouwvakkers realiseerden zich niet wat de betekenis was van wat ze gevonden hadden. Ze stopten de manuscripten en perkamenten in aardappelzakken en legden die op de trap van een van de minaretten van de moskee.

## Inhoud van het manuscript

### Bovenste tekst
De bovenste tekst lijkt afkomstig te zijn van een complete tekst van de Koran. In de standaard Koran zijn de soera's geordend van de grootste soera naar de kleinste soera. Daarom wordt aangenomen dat een incomplete Koran met de standaardvolgorde oorspronkelijk compleet was.
Deze tekst is van de "standaard tekstuele familie". De tekst dateert waarschijnlijk uit de zevende of de eerste helft van de achtste eeuw na Christus.

### Onderste tekst
Hoewel de soera's van de onderste tekst niet de standaardvolgorde volgen, is er over het algemeen binnen iedere soera dezelfde volgorde van de verzen als in de standaardtekst. De verschillen met de standaardtekst hebben voornamelijk betrekking op morfemen, woorden en frasen. Als uitzonderingen hierop noemen Sadeghi en Goudarzi soera 20 waarbij vers 31 en 32 omgewisseld zijn en soera 9 waar vers 85 afwezig is. Een aantal van de verschillen tussen de onderste tekst en de standaardtekst die zijn gevonden door Sadeghi en Goudarzi staan beneden.

## Enkele voorbeelden van hoe de onderste tekst verschilt van de standaardtekst
Voor de standaardtekst wordt de Koranvertaling van J.H. Kramers gebruikt. Deze vertaling is aangepast in de kolom "onderste tekst" om de verschillen met de onderste tekst te verduidelijken.
| Beschrijving                                                                              | Standaardtekst | Onderste tekst |
| ----------------------------------------------------------------------------------------- | --- | --- |
| In soera 2:196 ontbreekt het woord ru’ūsakum.                                             | en scheert jullie hoofden pas als de offergave zijn bestemming [om geslacht te worden] heeft bereikt,                    | en scheert pas als de offergave zijn bestemming [om geslacht te worden] heeft bereikt,                                         |
| In soera 2:196 staat er fa-in kāna aḥadun in plaats van fa-man kāna.                      | maar als iemand van jullie ziek is                                                                                       | mocht iemand van jullie ziek zijn                                                                                              |
| In soera 2:196 staat er aw nusukin in plaats van aw ṣadaqatin aw nusukin.                 | vasten of een aalmoes of een offerdier                                                                                   | vasten of een offerdier |
| In soera 2:201 staat er wa-l-ākhirati in plaats van ḥasanatan wa-fī l-ākhirati ḥasanatan. | Er zijn er die zeggen: "Onze Heer, geef ons in het tegenwoordige leven wat goed is en ook in het hiernamaals wat goed is | Er zijn er die zeggen: "Onze Heer, geef ons in het tegenwoordige leven en ook in het hiernamaals                               |
| In soera 63:7 staat er min ḥawlihi na yanfaḍḍū.                                           | Zij zijn het die zeggen: "Geeft geen bijdragen aan wie er bij Gods gezant horen, voordat zij er vandoor gaan."           | Zij zijn het die zeggen: "Geeft geen bijdragen aan wie er bij Gods gezant horen, voordat zij er vandoor gaan van om hen heen." |